# Moddning
Moddning är en synonym populär kortform för ordet modifikation med innebörden att ett föremål eller apparat ändras till det bättre eller för särskilt ändamål. Moddning är vanligt förekommande inom Hi-fi-, motorfordons-, dator- och spelvärlden. Det är även ett viktigt element inom steampunk. Man gör om ("moddar") prylen, spelet eller datorn från dess originalskick. 

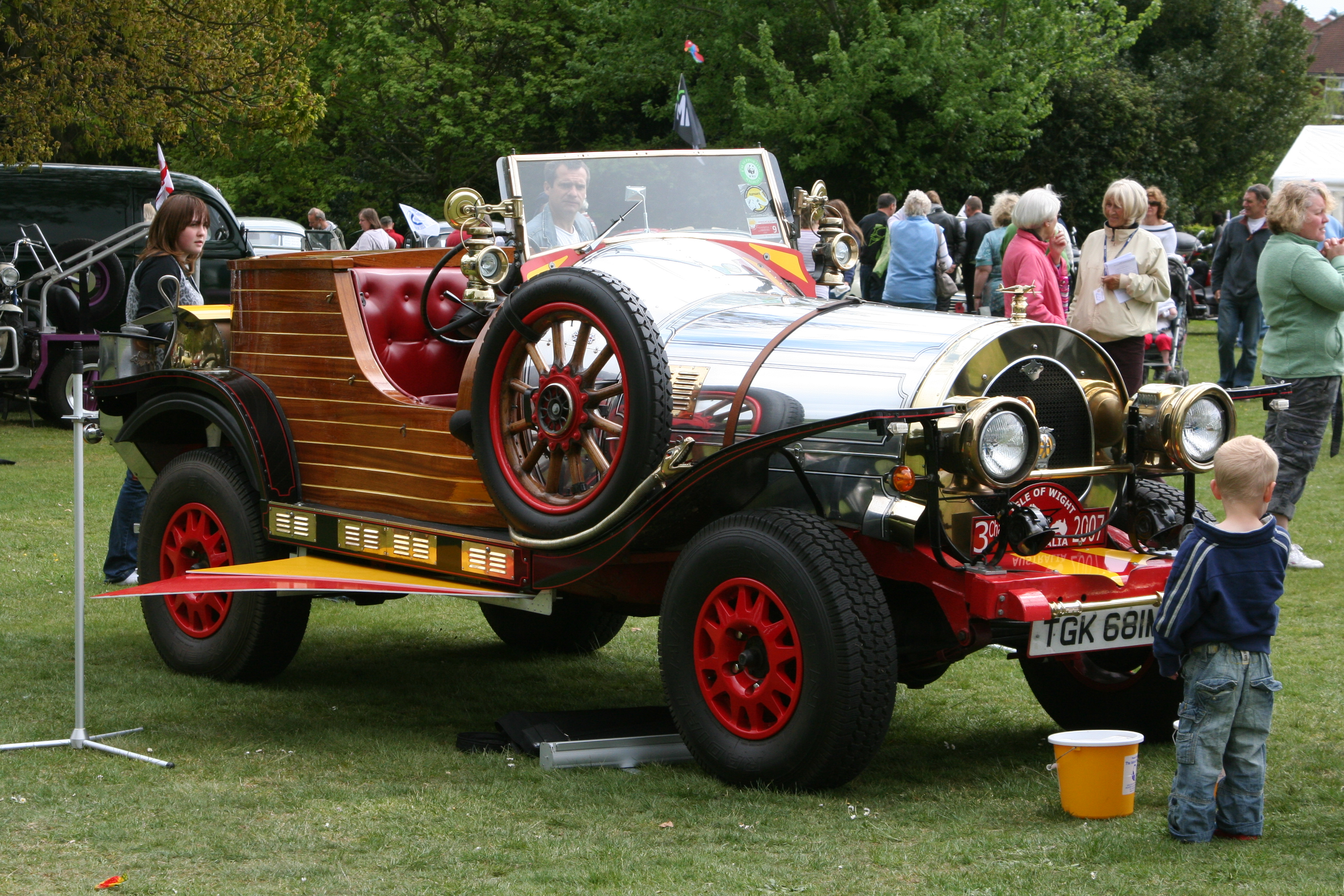
Fordonet som förekom i filmen Chitty Chitty Bang Bang (1968) är ett unikt exempel på ett steampunkföremål avant la lettre inom cinematografin.

## Motorfordon
Här handlar det om att bygga om bilar och motorcyklar såväl till det inre, motorprestanda, som det yttre. Kända företeelser är Hot Rod, Custom och lowrider. Vissa fordonstyper förknippas även med raggare.

## Audiomoddning
Det vanligaste objektet för moddning är här förstärkare med avsikten att förbättra dess prestanda genom att ersätta komponenter och dra om kretsar. På så vis kan en måttlig Hi-fiutrustning förvandlas till en produkt som platsar i High-end audio-klass. Arbetet kräver proffskunskaper.

## Datormoddning
Inom utseendemässig datormoddning är det vanligt att göra ett större hål i sidan av chassit och sätta i lysdioder med olika färg och styrka. Datormoddning omfattar dock även att gå in och bygga fläktkontroller och sätta i ljudisolering för att få en tystare dator.
Mer avancerade varianter av datormoddning kräver grundkunskaper i elektronik.
Ett av de första kända fallen handlar om studenten Andrew Huang på MIT, som publicerade en instruktion på 15 sidor, som förklarade hur han på tre veckor hade moddat Microsofts Xbox#Xbox-modifiering för att bland annat, kunna använda andra operativsystem.

## Spelmoddning
Moddning handlar i datorspelssammanhang om en utbyggnad av ett befintligt spel, då en intressent kan redigera vissa delar i spelet efter eget tycke. Spelets grundkod eller texturer ändras vilket kan ge det ett helt nytt utseende.
Tillverkaren av spelet låter spelarna bygga vidare på det befintliga spelet med vissa förbehåll. Detta sker genom att ett programpaket med redigeringsvektyg, ett så kallat "SDK" (software development kit), skickas med vid försäljning eller senare. Med dess hjälp kan konsumenterna ändra bland annat spelets utseende och mål. Man ger normalt inte tillgång till hela spelets källkod. Koden för till exempel grafik och ljud hålls på så sätt intakt.
Ett populärt spel att modifiera är Grand Theft Auto. Ett annat spel som gjort sig stort inom spelmoddning är Half-Life. Ett exempel på en känd modifikation till Half-Life 2 är Garry's Mod.